# Elda Viler
Elda Viler Dežman, slovenska pevka zabavne glasbe; * 17. december 1944, Koštabona, Slovenija. 

## Življenjepis
Odraščala je v Koštaboni pri Kopru, v slovenskem primorju. Že kot mlado dekle jo je njen talent gnal na prvo večjo avdicijo Pokaži kaj znaš v Kopru, kjer je z odličnim glasom opozorila nase. Kmalu je dobila vabilo iz Ljubljane in pričeli so se nastopi ter festivali, na katerih je prejela veliko nagrad. Prepevala je skladbe najbolj cenjenih skladateljev zabavne glasbe, kot so Mojmir Sepe, Ati Soss, Jure Robežnik in Jože Privšek, za katere so besedila pisali najboljši pesniki in avtorji, predvsem Elza Budau, Gregor Strniša in Branko Šömen. Med njenimi največjimi uspešnicami so Ti si moja ljubezen, Nora misel, Lastovke, Zlati prah imaš v očeh.
Največjo priljubljenost je dosegala v 60. in 70. letih, v času razcveta slovenske popevke. Gostovala je v Italiji, Belgiji, Švici, Avstriji, Nizozemski, v Nemčiji, Franciji, Češkoslovaški, Poljski, v Rusiji in Avstraliji. Posnela je več kot 300 pesmi. 
Po osamosvojitvi Slovenije se je umaknila iz glasbenega prizorišča, in sicer iz razočaranja, ker ji je Ministrstvo za kulturo odvzelo status svobodnega umetnika. Na zavrnitveni odločbi so kot razlog navedli, da ne ustvarja sodobne glasbe. Popolnoma je opustila petje in nastope. Po daljšem prigovarjanju je nastopila šele leta 1997 na jubilejnem koncertu vikrške policije. Velik vpliv na njeno vrnitev na odre je imela tudi njena hči Ana Dežman, prav tako pevka. Od leta 2005 znova redno nastopa.
RTV Slovenija je v sodelovanju s Festivalom Ljubljana leta 2009 organizirala koncert Poletna noč v Križankah, ob 50-letnici njenega prvega glasbenega nastopa. Koncert, na katerem je zapela svoje največje uspešnice ter gostila med drugim hčer Ano, Ota Pestnerja in Zdenko Kovačiček, je občinstvo pospremilo z bučnimi stoječimi ovacijami. Ob tej priložnosti je Elda prejela tudi posebno priznanje Založbe kaset in plošč RTV Slovenija.
Od leta 2011 je članica Slovenske demokratske stranke.

## Zasebno življenje
Poročena je bila z akademskim glasbenikom Antonom Dežmanom. Spoznala sta leta 1962 v hotelu v Portorožu, kjer je sodelovala pri oddaji Pokaži, kaj znaš. Poročila sta se leta 1965. Leta 1999 je ovdovela, saj je njen mož umrl za rakom. V zakonu sta se jima rodila dva otroka, hči Ana, ki je prav tako pevka, in sin Andrej.

## Festivali

### Slovenska popevka
| Leto | Skladba                                                                | Nagrade                                                |
| ---- | ---------------------------------------------------------------------- | ------------------------------------------------------ |
| 1964 | S teboj (Mojmir Sepe - Elza Budau - Mojmir Sepe)                       | —                                                      |
| 1964 | Molče (Boris Kovačič - Svetlana Makarovič - Ati Soss)                  | —                                                      |
| 1965 | Sama kot prej (Tine Jelen - Milan Lindič - Mario Rijavec)              | —                                                      |
| 1965 | Deček s piščalko (Jure Robežnik - Gregor Strniša - Jure Robežnik)      | —                                                      |
| 1966 | Onkraj dneva in noči (Boris Kovačič - Gregor Strniša - Jure Robežnik)  | 3. nagrada strokovne žirije                            |
| 1966 | Sonce (Jure Robežnik - Gregor Strniša - Jure Robežnik)                 | —                                                      |
| 1967 | Vabilo (Ati Soss - Gregor Strniša - Ati Soss)                          | —                                                      |
| 1967 | Vzameš me v roke (Mojmir Sepe - Miroslav Košuta - Mojmir Sepe)         | 1. nagrada strokovne žirije                            |
| 1968 | Čas beži kakor dim (Ati Soss - Elza Budau - Ati Soss)                  | (nagrada za aranžma)                                   |
| 1969 | Rajska ptica (Boris Kovačič - Gregor Strniša - Mario Rijavec)          | —                                                      |
| 1969 | Zlati prah imaš v očeh (Jože Privšek - Miroslav Košuta - Jože Privšek) | 2. nagrada strokovne žirije (nagrada za besedilo)      |
| 1970 | Kitara (Vladimir Stiasny - Vladimir Stiasny - Jože Privšek)            | —                                                      |
| 1971 | Včeraj, danes, jutri (Ati Soss - Branko Šömen - Ati Soss)              | nagrada mednarodne žirije, 1. nagrada strokovne žirije |
| 1972 | Moja strast (Ati Soss - Branko Šömen - Ati Soss)                       | 3. nagrada strokovne žirije                            |
| 1973 | Ti (Jani Golob - Elza Budau - Mario Rijavec)                           |                                                        |
| 1974 | Ta svet (Ati Soss - Branko Šömen - Ati Soss)                           | 3. nagrada občinstva                                   |
| 1975 | Vračam se (Ati Soss - Branko Šömen - Ati Soss)                         | (nagrada za najboljše besedilo)                        |
| 1976 | Zapuščena (Ati Soss - Branko Šömen - Ati Soss)                         | (nagrada za najboljše besedilo)                        |
| 1977 | Noč (Milan Ferlež - Elza Budau)                                        | —                                                      |
| 1978 | Dnevi sreče, dnevi žalosti (Jure Robežnik - Dušan Velkaverh)           | —                                                      |
| 1979 | Včasih (Milan Ferlež - Elza Budau)                                     | —                                                      |
| 1980 | Ob začetku (Jani Golob - Srečko Kosovel)                               | —                                                      |
| 1980 | Večer za dva (Ati Soss - Elza Budau)                                   | —                                                      |

### Opatijski festival
- 1967: Na deževen dan (Ati Soss/Elza Budau)
- 1968: Otoki (J. Robežnik/S. Makarovič)
- 1970: Rano popoldne (Bojan Adamič/Budau)
- 1974: Neodposlano pismo (Soss/Branko Šömen) - 2. mesto
- 1978: Nikogar ni kakor ti (M. Ferlež/E. Budau)

### Izbor za pesem Evrovizije
Petkrat se je udeležila jugoslovanskega izbora za pesem Evrovizije v Opatiji.
- 1966: Ko si z menoj - 2. mesto
- 1968: Če bi teden štel osem dni - 2. mesto
- 1973: Slišiš, školjka poje ti
- 1974: Neodposlano pismo - 2. mesto
- 1975: Riječ po riječ

Štirikrat je zasedla drugo mesto in enkrat četrto.

### Melodije morja in sonca
- 1979: Školjka za spomin (Vasko Repinc - Duša Repinc Roos - Josip Forenbacher)
- 1980: Minilo je poletje (Lavrić, Sivec)
- 1981: Osliček (Elda Viler – Elza Budau)

### Ostali
Splitski festival
- 1968: Dekle na obali (Mojmir Sepe/Miroslav Košuta)
- 1969: Ko svet je bil mlad (J. Robežnik)
- 1972: Val na valu spi (J. Robežnik)
- 1974: Povratak (S. M. Kovačević/Z. Skerl)

Beogradsko proleće
- 1974: Još te se sećam (J. Robežnik/S. Vuković)

Vaš šlager sezone, Sarajevo
- 1974: Živjeti (J. Robežnik/J. Privšek/A.Dedić)
- 1975. Gdje živiš sad (M. Balta/T. Jokanović/D. Žgur)

Zlata nota, Solingen 1973
- Namesto uspavanke (Aleš Kersnik/Budau)
- Ko ljubezen umre (Kersnik/Budau)

### Festival narečnih popevk
- 2006: Od vesielja se živi (Edvin Fliser - Metka Ravnjak Jauk - Patrik Greblo) - z Edvinom Fliserjem

## Diskografija

### Albumi
- Elda (1982)
- Včeraj, danes, jutri (2000)
- Tako kot da me ni (2002)
- Jubilej (2005)
- Rajska ptica (2009)

### Pesmi
- Lastovke